# Železničná spoločnosť Slovensko
Železničná spoločnosť Slovensko (letteralmente "società ferroviaria per azioni della Slovacchia", acronimo: ZSSK) è una compagnia ferroviaria della Slovacchia il cui azionista unico è lo Stato. È frutto della separazione, avvenuta in gennaio 2005, dell'ex Železničná spoločnosť nelle due società, Železničná spoločnosť Cargo Slovakia operante nel campo dei trasporti merci e Železničná spoločnosť Slovensko per il trasporto di persone. La sede della società è nella città di Bratislava.

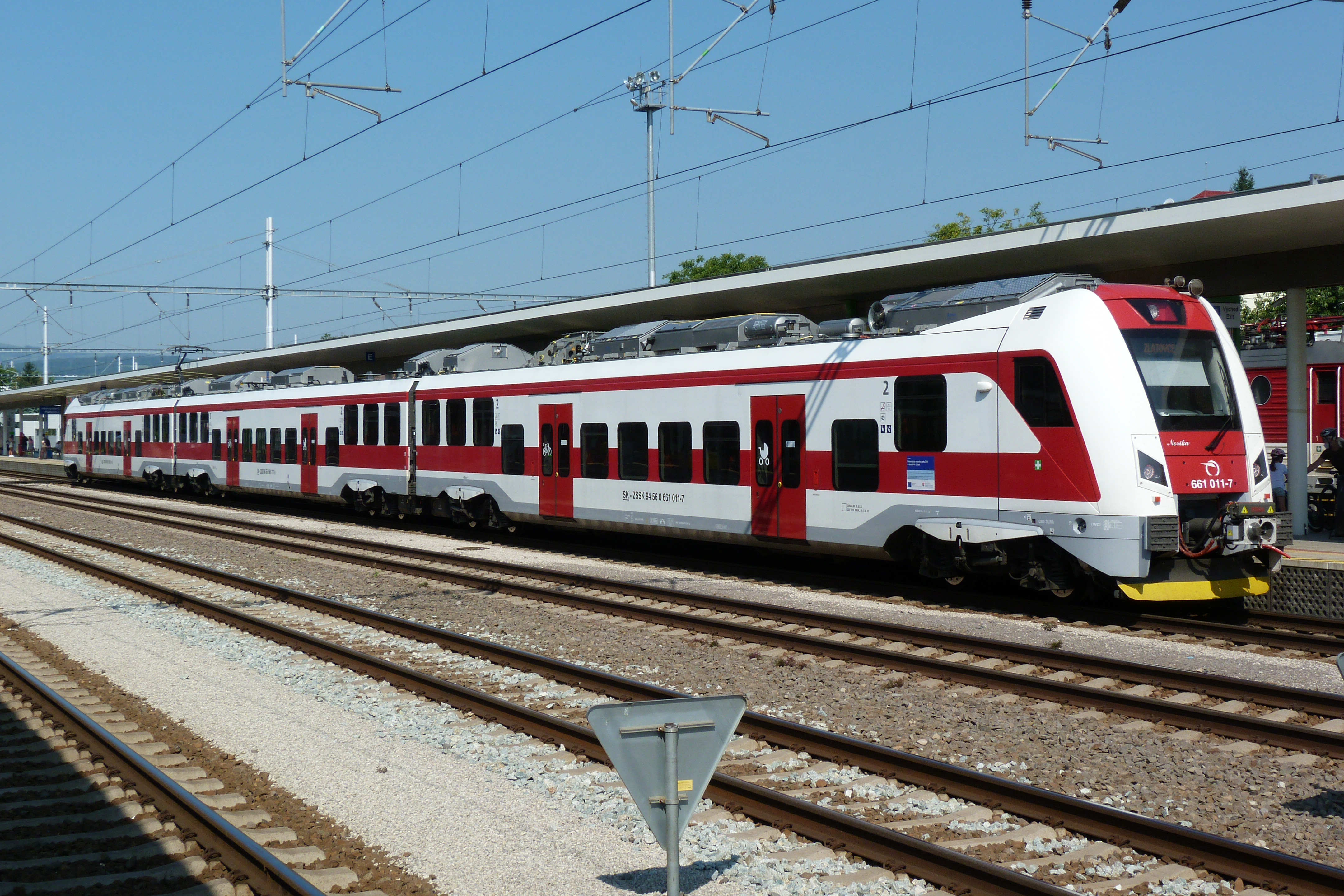
Treno ZSSK nella stazione di Trenčín